# Roscko Speckman
Roscko Shane Speckman (28 de abril de 1989) é um jogador de rugby sevens sul-africano, medalhista olímpico.

## Carreira
Nas categorias de base, Specman jogou na Semana da Academia Sub-18 de 2007 pelos Distritos Regionais da Província Oriental e depois pelo time Sub-19 do Mighty Elephants (agora Eastern Province Kings) na competição da Copa Currie Sub-19 de 2008. Em 2009, Specman mudou-se para os Sharks, onde jogou na equipe sub-19. Ele fez sua estreia pelos Sharks no jogo das quartas de final da Vodacom Cup de 2010 contra o Griquas.
Rosko Speckman integrou o elenco da Seleção Sul-Africana de Rugbi de Sevens, na Rio 2016, conquistando a medalha de bronze.